# Миравале (Бреша)
Миравале је насеље у Италији у округу Бреша, региону Ломбардија.
Према процени из 2011. у насељу је живело 51 становника. Насеље се налази на надморској висини од 589 м.